# هاینتس هالم
هاینتس هالم (به آلمانی :Heinz Halm؛ زادهٔ ۲۱ فوریهٔ ۱۹۴۲ در آندرناخ) خاورشناس و شیعه‌شناس آلمانی است. این نویسندهٔ آلمانی در زمینهٔ اسلام و خصوصاً تشیع تألیفاتی داشته‌است.

## زندگی‌نامه
هاینتس هالم در ۱۹۴۲ میلادی در شهر آندرناخ کشور آلمان به دنیا آمد. پس از گرفتن دیپلم در دانشگاه بن به تحصیل تاریخ و اسلام‌شناسی پرداخت. در سال ۱۹۶۹ دکتری فلسفه را اخذ کرد و پس از چند سال همکاری در دانشگاه در ۱۹۷۵ استاد رشته اسلام‌شناسی در دانشگاه توبینگن (Tubingen) شد و چند سال نیز در دانشگاه سوربن پاریس به تدریس اشتغال داشت.

## تخصص
محور مطالعات و تحقیقات هالم تاریخ اسلام در خاورمیانه، به‌خصوص مصر و آفریقای شمالی و فرقه‌های اسماعیلیه و شیعه بوده است. آثار او نشان می‌دهد که وی پیش از جریانات سیاسی کشورهای اسلامی از مبادی تحقیقی و پژوهشی خارج نشد و کمتر به مباحث و مسائل سیاسی پرداخت. ولی تحقیقات او در سال‌های بعد از ۱۹۸۲ جزء موضوعات «بنیادگرایی» امروز نویسندگان غربی به شمار می‌آید.

## تألیفات
تألیفات مهم او عبارتند از: جهان‌شناسی نزد اسماعیلیان، شناخت اسلام، شیعه افراطی و علویان، حکومت مهدی و صعود فاطمیان، اسلام شیعی از دین به سوی انقلاب، تاریخ جهان عرب، تصوف اسلامی، طریقت‌های درویشان شیعه در ایران. هاینتس هالم به ضرورت نگارش کتابی دربارهٔ تاریخ شیعه پی برده‌است. او این کتاب را در پنج فصل که شامل ۳۴ بخش است به رشته تحریر درآورده‌است. زحمات هالم برای پیدا کردن منابع این کتاب، در حدود ۳۰۰ جلد، قابل تقدیر است. وی گوشزد کرده است که خواننده نباید بدون مطالعه تاریخ و اوضاع ایران اقدام به داوری کند.

## آثار
- Die Ausbreitung der schafi’tischen Rechtsschule. Wiesbaden 1974
- Kosmologie und Heilslehre der frühen Ismailiya. Wiesbaden 1978
- Ägypten nach den mamlukischen Lehensregistern. Wiesbaden ۱۹۷۹/۸۲
- Die islamische Gnosis - die extreme Schia und die Alawiten. Zürich 1982
- Die Schia. Darmstadt 1988
- Das Reich des Mahdi ۸۷۵-۹۷۳ - der Aufstieg der Fatimiden. München 1991
- Der schiitische Islam. München 1994
- Shi’ism. Edinburgh 1995
- The Fatimids and Their Traditions of Learning (Ismaili Heritage Series). London 1997
- Shi'a Islam - From Religion to Revolution (Princeton Series on the Middle East). Princeton 1997
- Die Kalifen von Kairo - die Fatimiden in Ägypten ۹۷۳ - ۱۰۷۴. München 2003
- Die Araber - von der vorislamischen Zeit bis zur Gegenwart. München 2004
- Der Islam - Geschichte und Gegenwart. München 2005
- Die Schiiten. München 2005